# Makoto Kaneko
Makoto Kaneko (金子 誠 Kaneko Makoto?, nacido el 9 de diciembre de 1975 en Kanagawa) es un exfutbolista japonés. Jugaba de centrocampista y su único club fue el Ventforet Kofu de Japón.

## Trayectoria

### Clubes
| Club           | País  | Año         |
| -------------- | ----- | ----------- |
| Ventforet Kofu | Japón | 1998 - 2002 |